# Michael Timothy Good
Michael Timothy Good (Parma, Ohio, 1962. október 13. –) amerikai mérnök, űrhajós, ezredes.

## Életpálya
1984ben az University of Notre Damekeretében repüléstechnikai mérnöki oklevelet szerzett, amit 1986-ban megvédett. 1989-ben kapott repülőgép vezetői jogosítványt. Szolgálati repülőgépe az F–15 Weapons volt, majd átképezték az F–111 típusra.  Angliában az F–111 típusra oktatta a helyi pilótákat. 1994-ben tesztpilóta kiképzésben részesült. Tesztelte az F–15 az F–111 és az F–117 Nighthawk különböző változatait (elektronika, fegyverzet). Több mint 3000 töltött a levegőben, több mint 30 típusú repülőgépen repült, illetve tesztelt.
2000. július 26-tól a Lyndon B. Johnson Űrközpontban részesült űrhajóskiképzésben. Két űrszolgálata alatt összesen 24 napot, 18 órát és 06 percet (594 óra) töltött a világűrben. Négy űrséta (kutatás, szerelés) alatt összesen 29 órát és 53 percet töltött a világűrben. Űrhajós pályafutását 2012 áprilisában fejezte be. A NASA összekötő tisztje.

## Űrrepülések
- STS–125, az Atlantis űrrepülőgép 30. repülésének küldetés specialistája. Az űrhajósok az ötödik, az utolsó nagyjavítást végezték a 19 éves Hubble űrtávcsövön (HST). Egy IMAX kamerával felvették a javítás minden pillanatát. 2014-ig nem kell javító munkálatokat végezni. Első űrszolgálata alatt összesen 12 napot, 21 órát és 38 percet (309 óra) töltött a világűrben. Kettő űrséta (kutatás, szerelés) alatt összesen 15 órát és 58 percet töltött a világűrben. 8 500 000 kilométert (5 276 000 mérföldet) repült, 197 alkalommal kerülte meg a Földet.
- STS–132, az Atlantis űrrepülőgép 32., repülésének küldetésfelelőse. Feladatuk volt a külső szerelési műveleteket támogató Integrated Cargo Carrier–Vertical Light Deployable (ICC-VLD) eszköz és a Mini Research Module-1 (MRM1) feljuttatása a Nemzetközi Űrállomásra.  Második űrszolgálata alatt összesen 11 napot, 18 órát, 29 percet és 9 másodpercet (282 óra) töltött a világűrben. Két űrséta alkalmával összesen 13 óra és 55 percet töltött a világűrben. 7 853 563 kilométert (4 879 978 mérföldet) repült, 186 alkalommal kerülte meg a Földet